# Collisella instabilis
Collisella instabilis är en snäckart som först beskrevs av Gould 1846.  Collisella instabilis ingår i släktet Collisella och familjen Lottiidae. Inga underarter finns listade i Catalogue of Life.